# 和田博文
和田 博文（わだ ひろふみ、1954年4月2日 - ）は、日本の文化史・比較文化・日本近現代文学の研究者。東洋大学名誉教授。東京女子大学で副学長・比較文化研究所長・丸山眞男記念比較思想研究センター長を歴任。

## 人物・来歴
神奈川県横浜市生まれ。1979年青山学院大学経済学部経済学科卒業、1982年神戸大学大学院文学研究科修士課程（国文学専攻）修了、1984年同文化学研究科博士課程（文化基礎論専攻）中退。同年に奈良大学文学部国文学科専任講師となり、助教授、教授に。その間の1994年にロンドン大学SOAS客員研究員。2002年に東洋大学文学部日本文学文化学科教授となる。2012年にパリ第７大学客員研究員、2015年に復旦大学大学院客員教授。2017年に東洋大学を退職して名誉教授に。2017年から2024年まで東京女子大学人文学科日本文学専攻教授となり、2018年から2022年は同大学の比較文化研究所長・丸山眞男記念比較思想研究センター長を務める。2021年に副学長。2011年以降は日本近代文学館評議員、2018年・2019年の昭和文学会代表幹事。
クロス・ジャンル研究が特徴で、文化・比較・文学を横断しながら著書を執筆している。パリ第7大学大学院、リール第3大学大学院、アルザス欧州日本学研究所、ロンドン大学、アマースト大学、復旦大学大学院、上海外国語大学大学院、内モンゴル大学、輔仁大学、高麗大学、シーナカリンウィロート大学など、海外の研究機関で集中講義や講演を数多く行ってきた。国内外の幅広い人脈を生かして監修・共編著・共著の本が多数ある。

## 著書
- 『和田博文詩集 <火の使者>への手紙』白地社・新鋭詩叢書 1985
- 『単独者の場所』双文社出版・アルカディア叢書 1989
- 『テクストの交通学 映像のモダン都市』白地社・叢書l'esprit nouveau 1992
- 『テクストのモダン都市』風媒社 1999
- 『飛行の夢 1783-1945 熱気球から原爆投下まで』藤原書店 2005
- 『資生堂という文化装置　1872-1945』岩波書店 2011
- 『シベリア鉄道紀行史　アジアとヨーロッパを結ぶ旅』 筑摩書房・筑摩選書 2013 交通図書賞
- 『海の上の世界地図　欧州航路紀行史』岩波書店 2016
- 『三越誕生！　帝国のデパートと近代化の夢』筑摩選書 2020
- 『日本人美術家のパリ 1878-1942』平凡社 2023
- 『漫画家が見た百年前の西洋　近藤浩一路『異国膝栗毛』の洋行』筑摩選書 2024
- 『モード誌と戦争　宇野千代が『スタイル』で描いた夢』平凡社 2025

### 単著の海外での翻訳
- 『資生堂的文化装置』蔚藍文化 2017 廖怡錚訳 台湾
- 『海上新世界　近代日本的欧州航路紀行』社会科学文献出版社 2018 王麗華訳 中国
- 『海上的世界地図　欧州航線百年紀行史　1861-1964』馬可孛羅文化出版 2019 陳嫻若訳 台湾
- 『三越誕生　帝国百貨与近代化的夢』這邊出版 2025 陳令嫻訳 台湾

### 単編著
- 『風呂で読む宮沢賢治』世界思想社 1996
- 『近現代詩を学ぶ人のために』 世界思想社 1998
- 『日本のアヴァンギャルド』 世界思想社 2005
- 『戦後詩のポエティクス 1935～1959』 世界思想社 2009
- 『猫の文学館Ⅰ 世界は今、猫のものになる』 筑摩書房 ちくま文庫 2017
- 『猫の文学館Ⅱ この世界の境界を越える猫』 筑摩書房 ちくま文庫 2017
- 『月の文学館 月の人の一人とならむ』筑摩書房 ちくま文庫 2018
- 『星の文学館 銀河も彗星も』筑摩書房 ちくま文庫 2018
- 『森の文学館 緑の記憶の物語』筑摩書房 ちくま文庫 2020
- 『石の文学館 鉱物の眠り、砂の思考』筑摩書房 ちくま文庫 2021
- 『モダン東京地図さんぽ』風媒社 2023

### 単独監修
- 『コレクション・日本シュールレアリスム』全15巻 本の友社 1999～2001
- 『コレクション・モダン都市文化』全100巻 ゆまに書房 2004～2014
- 『ライブラリー・日本人のフランス体験』全21巻 柏書房 2009～2011
- 『コレクション・都市モダニズム詩誌』全30巻 ゆまに書房 2009～2014
- 『コレクション・戦後詩誌』全20巻 ゆまに書房 2016～2019

### 共著
- 『言語都市・上海 1840-1945』大橋毅彦・真銅正宏・竹松良明・和田桂子と共著 藤原書店 1999
- 『言語都市・パリ 1862-1945』真銅正宏・竹松良明・宮内淳子・和田桂子と共著 藤原書店 2002
- 『パリ・日本人の心象地図 1867-1945』真銅正宏・竹松良明・宮内淳子・和田桂子と共著 藤原書店 2004
- 『言語都市・ベルリン 1861-1945』真銅正宏・西村将洋・宮内淳子・和田桂子と共著 藤原書店 2006
- 『言語都市・ロンドン 1861-1945』真銅正宏・西村将洋・宮内淳子・和田桂子と共著 藤原書店 2009
- 『上海の日本人社会とメディア 1870-1945』徐静波・西村将洋・宮内淳子・和田桂子と共著 岩波書店 2014
- 『帝国幻想と台湾  1871-1949』呉佩珍・宮内淳子・横路啓子・和田桂子と共著 花鳥社 2021

### 共編著
- 『日本のシュールレアリスム』 澤正宏と共編 世界思想社 1995
- 『都市モダニズムの奔流 「詩と詩論」のレスプリ・ヌーボー』 澤正宏と共編 翰林書房 1996
- 『現代詩誌総覧』全7巻 内堀弘・澤正宏・竹松良明・藤本寿彦と共編 日外アソシエーツ 1996～1998
- 『古代の幻 日本近代文学の<奈良>』 浅田隆と共編 世界思想社 2001
- 『文学でたどる世界遺産・奈良』 浅田隆と共編 風媒社 2002
- 『戦後詩誌総覧』全8巻 杉浦静と共編 日外アソシエーツ 2007～2010
- 『現代詩大事典』 大塚常樹・勝原晴希・國生雅子・澤正宏・島村輝・杉浦静・宮崎真素美と共編 三省堂 2008
- 『満鉄と日仏文化交流誌『フランス・ジャポン』』 和田桂子・ 松崎碩子と共編 ゆまに書房 2012
- 『両大戦間の日仏文化交流 』 松崎碩子・和田桂子と共編 ゆまに書房 2015
- 『〈異郷〉としての大連・上海・台北』 黄翠娥と共編 勉誠出版 2015
- 『川端康成スタディーズ 21世紀に読み継ぐために』 坂井セシル・紅野謙介・十重田裕一・マイケル・ボーダッシュと共編 笠間書院 2016
- 『〈異郷〉としての日本　東アジアの留学生が見た近代』 徐静波・兪在真・横路啓子と共編 勉誠出版 2017
- 『女学生とジェンダー　女性教養誌『むらさき』を鏡として』 今井久代・中野貴文と共編  笠間書院 2019
- 『中国の都市の歴史的記憶　一九世紀後半～二〇世紀前半の日本語表象』 王志松・高潔と共編 勉誠出版 2022
- 『近現代日本思想史「知」の巨人100人の200冊』 東京女子大学丸山眞男記念比較思想研究センター監修 山辺春彦と共編 平凡社・平凡社新書 2023
- 『ちりめん本で読む日本の昔話』パットオン・ピパタナクルと共編 シーナカリンウィロート大学人文学部Ebook 2024 タイ
- 『ちりめん本で読む日本の昔話（続）』パットオン・ピパタナクルと共編 シーナカリンウィロート大学人文学部Ebook 2025 タイ

### 共同監修
- 『コレクション・台湾のモダニズム』全20巻 ゆまに書房 2020～　河野龍也・呉佩珍・富田哲・横路啓子・和田桂子と共同監修